# Attilio Milano
Attilio Milano (Roma, 12 agosto 1907 – Hod HaSharon, 22 giugno 1969) è stato uno storico italiano.

## Biografia
Appassionato cultore di «storia patria» , crebbe nell'ambiente culturale dell'ex Ghetto di Roma, di cui studiò anche il dialetto e la storia. Nel 1939, dopo l'approvazione delle leggi razziali fasciste, si rifugiò in Palestina, allora mandato britannico della Palestina; in Israele visse fino alla morte, fu naturalizzato cittadino israeliano e, attivo imprenditore, al contempo continuò, anche con soggiorni in Italia, i suoi vasti studi sugli ebrei italiani.

## Opere principali
- Storia degli ebrei italiani nel Levante, Firenze, Israel, 1949
- Bibliotheca historica italo-judaica, Firenze, Sansoni, 1954
- Storia degli ebrei in Italia, Torino, Einaudi, 1963
- Il ghetto di Roma: illustrazioni storiche, Roma, Staderini, 1964

## Fondo librario
Una parte della collezione libraria di Milano è consultabile presso la Biblioteca di Area Umanistica (BAUM) dell'Università Ca' Foscari Veneziao nella Biblioteca "Laura Sabatino" del Liceo Pertini-Falcone di Roma.